# Chiesa di San Francesco (Bozzolo)

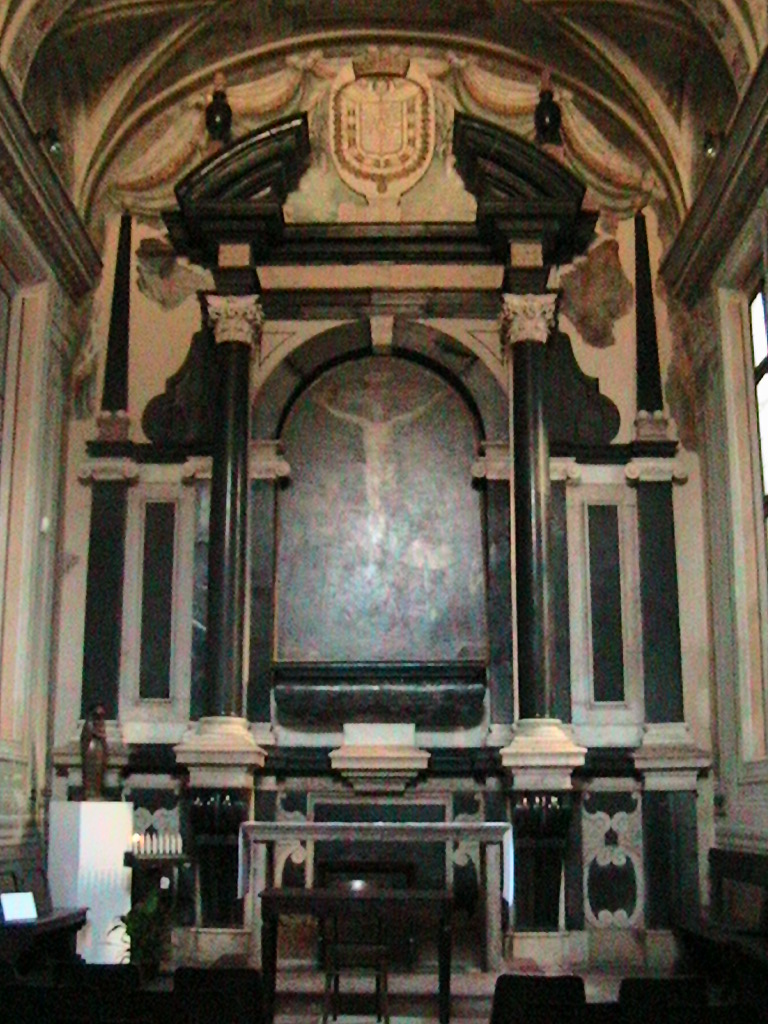
Ancona con Crocefissione con san Francesco e Giulio Cesare Gonzaga, di Gaspare Celio, 1605 ca.

La chiesa di San Francesco è un edificio religioso di Bozzolo, in provincia di Mantova e diocesi di Cremona.

## Storia e descrizione
Fu edificata agli inizi del Seicento come cappella di corte dei Gonzaga di Bozzolo dal principe Giulio Cesare Gonzaga (1552-1609) e alla sua morte, nel 1609, egli fu sepolto dietro l'altare.
All'interno l’ancona, costituita da colonne in marmo nero, sorreggono un timpano sotto il quale è collocata la pala Crocefissione con san Francesco e Giulio Cesare Gonzaga, opera del 1605 del pittore Gaspare Celio. In essa sono dipinti il Crocifisso e alla sua destra Giulio Cesare Gonzaga in ginocchio e un paggio che regge la corona; alla sinistra San Francesco d’Assisi in adorazione.
Al centro della chiesa si trova il sepolcro in cui venivano tumulati i defunti dei Gonzaga di Bozzolo, il cui stemma è collocato sopra l’altare.
L'interno e la facciata hanno subìto nel 2000 un intervento di restauro conservativo.